# Länsväg 321
De Zweedse weg 321 (Zweeds: Länsväg 321) is een provinciale weg in de provincie Jämtlands län in Zweden en is circa 76 kilometer lang. De weg loopt geheel langs de westoever van het Storsjön of haar uitlopers. Veel bewoning treft men niet aan, alleen in Myrviken, Marby en Hallen is sprake van herkenbare bewoning.

## Plaatsen langs de weg
- Svenstavik
- Vigge
- Kövra
- Oviken
- Månsåsen
- Hallen
- Mattmar

## Knooppunten
- E45 bij Svenstavik (begin)
- E14 bij Mattmar (einde)